# All the Lost Souls
All the Lost Souls – drugi album studyjny brytyjskiego wokalisty Jamesa Blunta. Wydany został 17 września 2007 roku przez wytwórnię Atlantic Records. Producentem albumu jest Tom Rothrock. Album uzyskał status diamentowej płyty we Francji, sprzedając się tam w ilości 500 000 egzemplarzy. 17 listopada 2008 roku została wydana rozszerzona edycja tego albumu zawierająca nowy singel "Love, Love, Love" oraz płytę DVD z teledyskami i występami Blunta na żywo. 

## Lista utworów
| Edycja standardowa | Edycja standardowa           | Edycja standardowa         | Edycja standardowa | Edycja standardowa |
| Nr                 | Tytuł utworu                 | Tekst                      | Muzyka             | Długość            |
| ------------------ | ---------------------------- | -------------------------- | ------------------ | ------------------ |
| 1.                 | „1973”                       | Mark Batson, James Blunt   | Tom Rothrock       | 4:40               |
| 2.                 | „One Of The Brightest Stars” | James Blunt, Steve McEwan  | Tom Rothrock       | 3:11               |
| 3.                 | „I'll Take Everything”       | James Blunt, Eg White      | Tom Rothrock       | 3:05               |
| 4.                 | „Same Mistake”               | James Blunt                | Tom Rothrock       | 4:58               |
| 5.                 | „Carry You Home”             | Max Martin, James Blunt    | Tom Rothrock       | 3:56               |
| 6.                 | „Give Me Some Love”          | James Blunt                | Tom Rothrock       | 3:36               |
| 7.                 | „I Really Want You”          | James Blunt                | Tom Rothrock       | 3:30               |
| 8.                 | „Shine On”                   | James Blunt                | Tom Rothrock       | 4:26               |
| 9.                 | „Annie”                      | Jimmy Hogarth, James Blunt | Tom Rothrock       | 3:25               |
| 10.                | „I Can't Hear The Music”     | James Blunt                | Tom Rothrock       | 3:45               |
|                    |                              |                            |                    | 38:32              |

## Pozycje na listach przebojów
| Kraj              | Lista (2007)          | Najwyższa pozycja | Status     |
| ----------------- | --------------------- | ----------------- | ---------- |
| Australia         | Top 50 Albums         | 1                 | platyna    |
| Austria           | Alben Top 75          | 1                 | platyna    |
| Belgia (Flandria) | Ultratop 50           | 4                 | platyna    |
| Belgia (Wallonia) | Ultratop 50           | 1                 | platyna    |
| Dania             | Top 40 Albums         | 5                 | –          |
| Finlandia         | Top 50 Albums         | 10                | –          |
| Francja           | Top 200 Albums        | 1                 | diament    |
| Hiszpania         | Top 100 Albums        | 13                | —          |
| Holandia          | Album Top 100         | 2                 | –          |
| Irlandia          | Top 75 Albums         | 1                 | 3× platyna |
| Kanada            | Canadian Albums Chart | 1                 | 2× platyna |
| Niemcy            | Top 100 Albums        | 1                 | 2× platyna |
| Norwegia          | Top 40 Albums         | 3                 | –          |
| Nowa Zelandia     | Top 40 Albums         | 1                 | platyna    |
| Polska            | OLiS                  | 21                | złoto      |
| Portugalia        | Top 30 Albums         | 9                 | –          |
| Stany Zjednoczone | Billboard 200         | 7                 | złoto      |
| Szwajcaria        | Alben Top 100         | 1                 | 3× platyna |
| Szwecja           | Top 60 Albums         | 2                 | złoto      |
| Wielka Brytania   | Albums Top 100        | 1                 | 2× platyna |
| Włochy            | Top 100 Albums        | 1                 | –          |